# Jacamaralcyon tridactyla
Jacamaralcyon tridactyla là một loài chim trong họ Galbulidae.